# Хайнрих V фон Байхлинген-Ротенбург
Хайнрих V фон Байхлинген-Ротенбург (Heinrich V Graf von Beichlingen-Rotenburg; † пр. 9 юли 1366) от графския род Нортхайми е граф на Байхлинген-Ротенбург
Той е големият син на граф Фридрих фон Байхлинген-Ротенбург-Бенделебен († сл. 1356) и съпругата му Рихца фон Хонщайн-Зондерсхаузен († сл. 1386), дъщеря на граф Хайнрих V фон Хонщайн-Зондерсхаузен († 1356) и принцеса Матилда фон Брауншвайг-Люнебург-Гьотинген († 1357), дъщеря на херцог Албрехт II фон Брауншвайг-Волфенбютел-Гьотинген († 1318) и Рикса фон Верле († 1317).
Брат е на Герхард III фон Байхлинген-Ротенбург († сл. 1394), господар на Байхлинген-Ротенбург-Бенделебен-Либенщайн, Албрехт фон Байхлинген († 9 април 1371), титулар епископ на Хипо (1339 – 1367), и Ода фон Байхлинген († ок. 1356), омъжена пр. 1363 г. за Албрехт VIII фон Хакеборн († сл. 1412).

## Фамилия
Хайнрих V фон Байхлинген-Ротенбург се жени за София фон Гера († 1377), дъщеря на Хайнрих V фон Гера († 1377) и графиня Мехтилд фон Кефернбург († 1376). Те имат един син:
- Хайнрих VI фон Байхлинген-Ротенбург († ок. 1411)